# Željka Cvijanović
Željka Cvijanović (rojena Grabovac; srbsko cirilsko Жељка Цвијановић), bosansko srbska političarka, * 4. marec 1967, Teslič, SR Bosna in Hercegovina, SFRJ.
Željka Cvijanović je bosansko srbska političarka in je srbska predstavnica v predsedstvu Bosne in Hercegovine, kot osma po vrsti. Od novembra 2024 je tudi predsedujoča temu telesu. Pred tem je bila od leta 2018 do 2022 deveta predsednica Republike Srbske.
Kot članica Saveza nezavisnih socijaldemokrata je bila od leta 2013 do 2018 tudi enajsta predsednica vlade Republike Srbske. Na splošnih volitvah leta 2018 je bila izvoljena za predsednico Republike Srbske in mandat nastopila 19. novembra 2018.
Na splošnih volitvah leta 2022 je bila izvoljena v Predsedstvo Bosne in Hercegovine kot predstavnica Srbov, s čimer je postala prva ženska članica predsedstva po koncu bosanske vojne. Uradno je nastopila funkcijo 16. novembra 2022.

## Zgodnje življenje in izobraževanje
Željka Cvijanović se je rodila 4. marca 1967 v Tesliću, v današnji Bosni in Hercegovini. Preden se je popolnoma posvetila politični karieri, je delala kot učiteljica angleščine. Študirala je na Filozofski fakulteti Univerze v Sarajevu in v Banjaluki ter na Pravni fakulteti v Banjaluki. Po izobrazbi je profesorica angleškega jezika in književnosti. Poleg tega ima tudi magisterij iz diplomatskega in konzularnega prava, ki ga je pridobila na Pravni fakulteti v Banjaluki na temo »Mednarodnopravni status Evropske unije«.

## Kariera
Sprva je delala kot učiteljica angleščine, nato pa kot tolmačka in asistentka za Nadzorno misijo Evropske unije v Bosni in Hercegovini. Kasneje je postala svetovalka za evropsko integracijo in sodelovanje z mednarodnimi organizacijami pri predsedniku vlade Republike Srbske Milorada Dodika. Opravljala je tudi funkcijo vodje kabineta predsednika vlade ter vodila Enoto za koordinacijo in evropsko integracijo.
V parlamentarnem mandatu 2010–2014 je bila zunanja strokovna članica Odbora za evropsko integracijo in regionalno sodelovanje Narodne skupščine Republike Srbske. 29. decembra 2010 je postala ministrica za gospodarske zadeve in regionalno sodelovanje v vladi Republike Srbske, ki jo je vodil premier Aleksandar Džombić. 12. marca 2013 je bila imenovana za predsednico vlade Republike Srbske, s čimer je postala prva ženska na tem položaju.
Na splošnih volitvah leta 2014 je kot predstavnica takratne vladne koalicije SNSD - DNS - SP kandidirala za srbskega člana predsedstva Bosne in Hercegovine. Z majhno prednostjo je izgubila proti opozicijskemu kandidatu Mladenu Ivaniću (PDP) in bila kasneje ponovno imenovana za premierko Republike Srbske v 15. vladi te entitete.
Na splošnih volitvah leta 2018 je bila izvoljena za predsednico Republike Srbske, funkcijo je uradno prevzela 19. novembra 2018. Mandat je zaključila 15. novembra 2022, ko jo je nasledil Milorad Dodik.
11. aprila 2022 sta bila Cvijanovićeva in Milorad Dodik, takratni srbski član bosanskega predsedstva, sankcionirana s strani Združenega kraljestva zaradi poskusa spodkopavanja legitimnosti Bosne in Hercegovine. Britanske oblasti so obema prepovedale vstop v državo in zamrznile njuno premoženje. Britanska zunanja ministrica Liz Truss je ob tem izjavila, da Dodik in Cvijanovićeva "namerno spodkopavata težko pridobljeni mir v Bosni in Hercegovini". Dodala je, da njuno ravnanje, ki ga spodbuja Vladimir Putin, ogroža stabilnost in varnost na območju Zahodnega Balkana.

## Osebno življenje
Poročena je z Aleksandrom Cvijanovićem in imata dva sinova. Po očetovi strani je bosansko-srbskega in po materini strani bosansko-hrvaškega porekla.

## Priznanja
| Odlikovanje | Odlikovanje          | Država | Podelil/a        | Leto | Kraj    |
| ----------- | -------------------- | ------ | ---------------- | ---- | ------- |
|             | Red Republike Srbije | Srbija | Aleksandar Vučić | 2022 | Beograd |